# Hybos xiaohuangshanensis
Hybos xiaohuangshanensis är en tvåvingeart som beskrevs av Yang, Gaimari och Patrick Grootaert 2005. Hybos xiaohuangshanensis ingår i släktet Hybos och familjen puckeldansflugor. Inga underarter finns listade i Catalogue of Life.